# Beilschmiedia anay
Beilschmiedia anay är en lagerväxtart som först beskrevs av Joseph Blake, och fick sitt nu gällande namn av André Joseph Guillaume Henri Kostermans. Beilschmiedia anay ingår i släktet Beilschmiedia och familjen lagerväxter. Inga underarter finns listade i Catalogue of Life.